# 헤이스 맥아더
헤이스 맥아더(Hayes MacArthur, 1977년 4월 16일 ~ )는 미국의 배우, 각본가, 작가이다.
시카고에서 태어났다.

## 출연 작품

### 영화
- Wiener Park (2005)
- Look (2007) - 토니 역
- 게임 플랜 (2007) - 카일 쿠퍼 역
- 아직 멀었어요? 2 (2007) - 바텐더 지미 역
- 스톤 에이지 (2007, Homo Erectus)
- Lower Learning (2008)
- Prep & Landing (2009) - 단편
- 커플로 살아남기 (2010) - 피터 노백 역
- 내겐 너무 과분한 그녀 (2010) - 론 역
- 앤서 투 낫씽 (2011, Answers to Nothing) - 테일러 역
- 주토피아 (2012, Jewtopia)
- 배철러레트 (2012) - 데일 역
- 모텔 라이프 (2012, The Motel Life)
- 베이비 메이커스 (2012) - 레슬리 젱킨스 역
- 헌티드 하우스 2 (2014)
- 썸원 매리 배리 (2014, Someone Marry Barry) - 레이프 역
- 디렉터스 컷 (2016)
- 슈퍼 트루퍼스 2 (2018)
- 더 웨이 백 (2020)

### 텔레비전
- 내가 그녀를 만났을 때 (2007, 2009)
- Perfect Couples (2010-11)
- 앤지 트라이베카 (2016-17)